# Famille Malaspina
 (juillet 2024).
Si vous disposez d'ouvrages ou d'articles de référence ou si vous connaissez des sites web de qualité traitant du thème abordé ici, merci de compléter l'article en donnant les références utiles à sa vérifiabilité et en les liant à la section « Notes et références ».
 (octobre 2024).
Améliorez-le ou discutez des points à vérifier. 
Pour les articles homonymes, voir Malaspina.
Ne doit pas être confondu avec Famille de Malespine.
La famille Malaspina est une illustre famille d'Italie.

## Légende
Suivant la légende, découle d'un épisode remontant aux Grandes invasions, quand le premier de leur lignée, Accinus Martius, aurait tué le chef barbare Théodebert avec une épine, devenant ainsi leur ancêtre éponyme. La branche épineuse figurant dans son écu - un prunier ? -, la malaspina, est ainsi un bel exemple d'armoiries parlantes. Suivant une tradition très répandue dans les grandes familles italiennes, les origines plus lointaines de la famille ne pouvaient être qu'antiques et remonteraient aux premiers rois de Rome, Numa Pompilius et Ancus Martius et se rattacherait à la gens Marcia

## Histoire
Avec les Este et les Pallavicini, la famille Malaspina appartient à la lignée des Obertenghi[réf. nécessaire]. Ces marquis carolingiens furent par la suite princes feudataires immédiats du Saint-Empire romain germanique, souverains de Lunigiana pendant huit siècles. Ils possédèrent, à partir du XVIe siècle, le marquisat de Carrare puis le duché de Massa et Carrare, passé par la suite en héritage dans la maison de Cybo.

Armoiries des Malaspina dello Spino Secco.

Armoiries des Malaspina dello Spino Fiorito

Dante Alighieri fait l’éloge de la famille dans la Divine Comédie (Purgatoire VIII. 65, 118). Il rencontre dans la vallée des Princes Corrado Malaspina  dit le Jeune  mort en 1254 fils de Frédéric Ier, marquis de Villafranca. Il y loue la gloire, la courtoisie, l’esprit  chevaleresque et la tolérance de la famille. Lors de son exil les deux petits-fils de Corrado, les cousins Moruello (1269 - avant 1315) et Franceschino (1279 - après 1320) l'accueillirent à Fosdinovo puis à Mulazzo en 1306 où ils le chargèrent de conclure la paix avec l'évêque de Luni (6 octobre 1306) à Château-Neuf sur la Magra (Castellnovo).

« On me nommait jadis Conrad Malaspina ;

je ne suis pas l’Ancien, mais je descends de lui ;

j’épure ici l’amour que je portais aux miens. »

## Armoiries et devise
- Malaspina dello Spino Fiorito : Coupé de gueules et d’or, chargé d'un arbre aux  branches et feuilles d'argent.
- Malaspina dello Spino Secco : Ne portaient pas de feuilles sur leur écu.
- Malaspina di Mulazzo : A l’aigle éployée, chaque tête couronnée d'or, surmontée d'une couronne impériale portant sur la poitrine un écu d’or à la bande de gueules chargé en chef une aigle éployée chaque tête couronnée d'or, chargé d'un lion d'argent, couronné du même, accosté de branches d’épines.

Devise : Mala spina bonis, bona spina malis

## Personnalités
Ses membres les plus célèbres sont : 
- Ricordano Malaspina, né à Florence vers 1200, mort en 1281, historien, auteur d'une Istoria fiorentina ;
- Giacotto, neveu du précédent, qui la continua jusqu'en 1286 ;
- Saba, secrétaire du pape Jean XXI, auteur en 1285 de Liber gestorum regum Sicilia (Histoire de la Sicile de 1250 à 1276) ;
- Taddea Malaspina (1505-1559), maîtresse d'Alexandre de Médicis ;
- Ippolito Malaspina, chef de guerre pour le pape et pour l'ordre de saint-Jean de Jérusalem ;
- Alessandro (1754-1810) marin et explorateur.

En Balagne, une famille de ce nom et portant les mêmes armes que les Malaspina d'Italie est connue depuis des siècles à Belgodere, Speloncato, Monticello. Le Palazzu de Monticello, initialement construite par les Morazzani, puis Casa Fabiani, passa au Malaspina via les Pietri. Ses salons, décorés par le peintre Grunwaldo Grafini, se font l'écho de l'imagerie héraldique des princes et marquis Malaspina d'Italie en reprenant la symbolique du lion et de l'épine.
L'origine italienne des Malaspina de Corse, dont certains ont même repris le titre de marquis, est généralement admise dans les familles concernées de Balagne, mais elle fait l'objet d'une controverse, compréhensible compte tenu de l'ancienneté de la période où ce rameau des illustres Obertenghi se serait fixé dans l'île, à Belgodere (Balagne), puis dans d'autres localités (Speloncato, Monticello, etc.). G. Pistarino, très critique envers cette thèse, a néanmoins reconnu que « la question reste ouverte. »
Plusieurs personnalités de cette maison ont effectué des recherches confortant la tradition de leur origine. Plus récemment, la généalogie d'une de ses branches a été mise en ligne sur la base de travaux qui paraissent être de première main.